# Colletes gandhi
Colletes gandhi là một loài Hymenoptera trong họ Colletidae. Loài này được Kuhlmann mô tả khoa học năm 2003.